# Leopold Kielholz

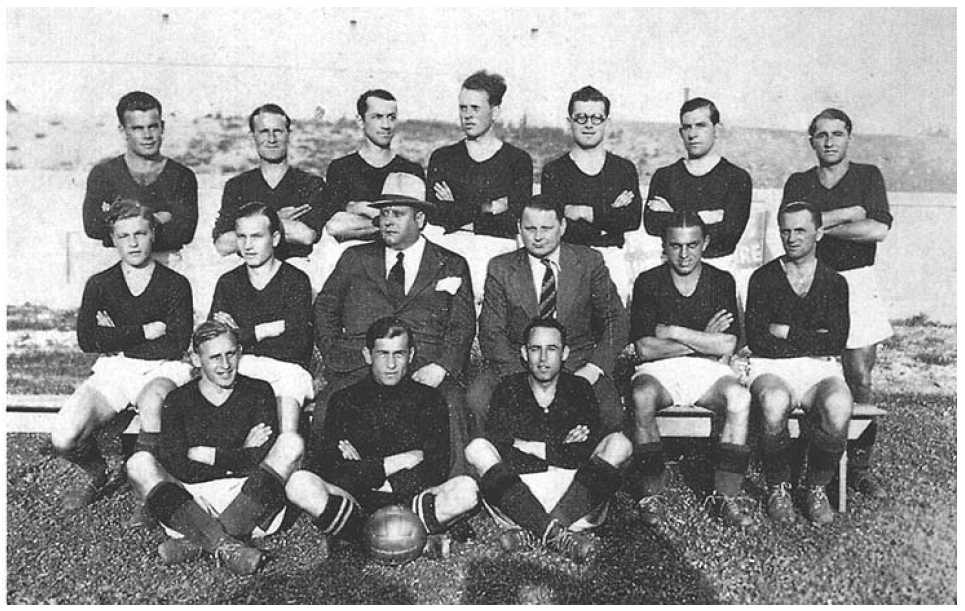
Imatge del club Servette FC. Kielholz és el cinquè per l'esquerra de la fila del darrere.

Leopold "Poldi" Kielholz (Basilea, 9 de juny de 1911 - Zúric, 4 de juny de 1980) fou un futbolista suís dels anys 30 i posterior entrenador.
Disputà un total de 17 partits amb la selecció de Suïssa, marcant 12 gols. Participà en el Mundial de 1934, en el qual marcà tres gols, i al Mundial de 1938.
Pel que fa a clubs, destacà defensant els colors de FC Basel, Servette FC, FC Bern i Stade de Reims.
També fou entrenador de l'Stade de Reims i de la selecció de Suïssa en dues ocasions.